# Cambus
Cambus (An Camas en gaélique (gd)) est un village d'Écosse, situé dans le council area et région de lieutenance du Clackmannanshire. Elle est située sur la rive nord du Forth, à 6 kilomètres au nord de Stirling.